# Phoenicopterus
Phoenicopterus is een geslacht van vogels uit de familie van de flamingo's (Phoenicopteridae). De wetenschappelijke naam werd in 1758 gepubliceerd door Carl Linnaeus in Systema naturae.

## Soorten
Het geslacht omvat de volgende soorten:
- Phoenicopterus chilensis – Chileense flamingo
- Phoenicopterus roseus – Flamingo
- Phoenicopterus ruber – Rode flamingo